# Lijst van burgemeesters van Beets
Dit is een lijst van burgemeesters van de voormalige Nederlandse gemeente Beets in de provincie Noord-Holland. In 1970 fuseerde deze gemeente met de gemeenten Kwadijk, Middelie, Oosthuizen en Warder tot de gemeente Zeevang.
| Ambtsperiode | Naam burgemeester                       | Partij of stroming | Bijzonderheden                                                                         |
| ------------ | --------------------------------------- | ------------------ | -------------------------------------------------------------------------------------- |
| ??           | ??                                      |                    |                                                                                        |
| 1830? - 1842 | Jhr.Mr. Pieter (P.) van Akerlaken       | Conservatief       | tevens burgemeester van Schardam                                                       |
| 1842 - 1865  | Gerardus Henricus Bast                  |                    | tevens burgemeester van Schardam en later tevens burgemeester van Oudendijk            |
| 1865 - 1875  | Cornelis (C.) Bloem Az.                 |                    | tevens burgemeester van Oudendijk                                                      |
| 1875 - 1877  | jhr. Dirk Christiaan Joan van Akerlaken |                    | tevens burgemeester van Oudendijk                                                      |
| 1877 - 1892  | Jan (J.) Daalwijk                       |                    | tevens burgemeester van Oudendijk                                                      |
| 1892 - 1915  | Hendricus (H.) Stam                     |                    | tevens burgemeester van Oudendijk                                                      |
| 1915 - 1943  | Dirk (D.) Stam                          |                    | tevens burgemeester van Oudendijk                                                      |
| 1943 - 1945  | Cornelis (C.A.) Steketee                |                    | waarnemend, tevens waarnemend burgemeester van Beets                                   |
| 1945 - 1954  | Jan (J.) Bouwman                        |                    | van juni 1945 tot juni 1946 waarnemend; tevens (waarnemend) burgemeester van Oudendijk |
| 1954 - 1967  | Hendrik (H.) Warners                    | PvdA               | tevens burgemeester van Oudendijk, later burgemeester van Anna Paulowna                |
| 1968 - 1970  | Jan (J.) Schoon                         | PvdA               | tevens burgemeester van Oosthuizen, na fusie de burgemeester van Zeevang               |